# China Road and Bridge Corporation
Die China Road and Bridge Corporation, kurz CRBC, (chinesisch 路桥建设 / 路橋建設, Pinyin Lùqiáo Jiànshè, englisch Road and Bridge Construction) ist ein chinesisches Staatsunternehmen, das sich vor allem dem Hoch- und Tiefbau, also Gebäude-, Tunnel-, Straßen- und Brückenprojekte, widmet. Es gehört zum Konzern China Communications Construction Company.

## Unternehmensgeschichte
Das 1979 gegründete Unternehmen gehört zu den größten Bauunternehmen in der Volksrepublik China, seit 2005 gehört es zum Konzern China Communications Construction Company (CCCC). Das Unternehmen ist weltweit im Hoch- und Tiefbau tätig, meist im Auftrag der chinesischen Regierung, es besitzt weltweit mehr als 40 Niederlassungen. Zahlreiche Bauprojekte des Unternehmens sind Teil der chinesischen Entwicklungszusammenarbeit.
CRBC ist das größte und aktivste staatliche Bauunternehmen auf dem afrikanischen Kontinent. Laut Angaben der OECD führte CRBC bereits 2004 mehr als 500 Bauprojekte in Afrika aus.

## Kritik
CRBC werden geheime Absprachen bei einem Bauprojekt auf den Philippinen seitens der Weltbank vorgeworfen. Aufgrund dessen ist das Unternehmen für acht Jahre für von der Weltbank finanzierte Projekte gesperrt. CRBC bestreitet die Vorwürfe. Auch bei der Vergabe für ein Eisenbahnprojekt in Kenia im Jahre 2014 wurden Vorwürfe von Bestechungen laut.

## Bauvorhaben (Auswahl)

### Afrika
- Ringstraße von Maputo (Maputo, Mosambik)[6]
- Brücke Maputo–Katembe (Maputo, Mosambik)[7][8]
- Ringstraße von Addis Abeba (Addis Abeba, Äthiopien)[9][10]
- Universidade 11 de Novembro (Cabinda, Angola)[11]
- Ausbau des Hafens von Nouakchott (Nouakchott, Mauretanien)[12]
- Ausbau/Neubau der Bahnstrecke Mombasa–Nairobi (Kenia)[13]
- 2018 wurde auf dem Forum on China–Africa Cooperation in Peking mit der madagassischen Regierung eine Absichtserklärung über den Bau eines großen Hafens in der Nähe von Antsiranana unterzeichnet.[14][15]
- Zufahrtsstraße nach Port-Gentil (Gabun)
- Lungi-Brücke (Sierra Leone)

### Asien
- Abschnitt 14 der Bahnstrecke Datong–Xi’an (Provinzen Shanxi und Shaanxi, China)[16]
- Pakbeng-Mekong-Brücke (Laos)[17]
- Ausbau des Karakorum Highway (Pakistan)[18]

### Europa
- Mihajlo-Pupin-Brücke (Belgrad, Serbien)[19]
- Pelješac-Brücke (Kroatien)[20]
- Moračabrücke (Montenegro)[21]